# Новогрязново
Новогрязново — деревня в городском округе Мытищи Московской области России. Население — 32 чел. (2010). 2006—2015 гг. — деревня городского поселения Мытищи.

## География
Расположена на севере Московской области, в юго-западной части Мытищинского района, на Дмитровском шоссе А104, примерно в 13 км к северо-западу от центра города Мытищи и 6 км от Московской кольцевой автодороги, недалеко от Клязьминского водохранилища системы канала имени Москвы. В деревне одна улица — Дубки, приписано три садоводческих товарищества. Ближайшие населённые пункты — деревни Грибки, Горки и Новоалександрово.

## Население
| 2002 | 2010 |
| ---- | ---- |
| 43   | ↘32  |